# Danny Lux
Daniel Scott “Danny” Lux (ur. 5 czerwca 1969) – amerykański kompozytor, który tworzy muzykę do filmowych i telewizyjnych produkcji.

## Życiorys
Danny wychował się w Dolinie San Fernando, gdzie uczęszczał do Sepulveda Junior High. Po czym uczył się w Granada Hills Charter High School do 1987 roku. Karierę muzyczną rozpoczął od pracy i nauki u Mike’a Posta, kompozytora, nagradzanego Grammy i Emmy. Pracował tam przez prawie dekadę.
Komponuje muzykę do programów telewizyjnych.

## Filmografia

### Filmy
- 1994: Score with Chicks
- 1998: Sabrina jedzie do Rzymu
- 2001: Straszny film 2
- 2002: Skradzione lato
- 2002: Halloween: Resurrection

### Seriale
- 1993: Nowojorscy gliniarze
- 1994: Ich pięcioro
- 1995: Sliders
- 1996: Sabrina, nastoletnia czarownica
- 1997: Crisis center
- 1997: Ally McBeal
- 1998: Magia bez tajemnic
- 1998: Jezioro marzeń
- 1998: Significant Others
- 1999: Ally
- 2000: Amerykańskie nastolatki
- 2000: Strong Medicine
- 2000: Boston Public
- 2001: Robotica
- 2001: State of Grace
- 2002: The American Embassy
- 2002: Kawaler do wzięcia (The Bachelor)
- 2002: John Doe
- 2002: Nocny kurs
- 2003: The Bachelorette
- 2003: 10-8: Officers on Duty
- 2003: Karen Sisco
- 2003 Trista & Ryan’s wedding
- 2004: Misja: Epidemia
- od 2005: Grey’s Anatomy: Chirurdzy
- 2005: The Law Firm
- 2005: Na imię mi Earl
- 2006: Pepper Dennis
- 2009: Melrose Place
- 2018:  Turbulencje